# Vranka pruhoploutvá
Vranka pruhoploutvá (Cottus poecilopus) je ryba žijící v Evropě ve vhodných vodách patřících do povodí Severního ledového oceánu a Baltského moře, vyskytuje se však také v povodí Dunaje a Dněstru. Proto tento druh žije pouze v tocích na území Moravy, v Čechách se nevyskytuje. Na Moravě je hojná zejména v povodí Odry a levostranných přítocích řeky Moravy. V povodí Dyje se vyskytuje ve Svratce a jejích přítocích nad vírskou přehradou.

## Výskyt
V podstatě platí, že vranka pruhoploutvá osídluje nejhořejší, pramenné části toků, směrem po proudu jí ubývá a je nahrazována vrankou obecnou. Úsek společného výskytu obou druhů je však obvykle krátký. Je to proudomilný druh, žijící v horských a podhorských potocích s chladnou, čistou vodou, kde obsah kyslíku neklesá pod 8 mg/l, a s kamenitým či štěrkovitým dnem. Optimální teplota vody pro její život je 5–20 °C. Žije pod kameny, v proudech a peřejích. Vranka pruhoploutvá je velmi citlivá na znečištění vody a náročná na obsah kyslíku. Proto patří k nejcitlivějším živým ukazatelům (bioindikátorům) čistoty vody z našich ryb. Tam, kde se s nimi setkáme, můžeme říci, že voda neobsahuje žádné jedovaté průmyslové, zemědělské nebo městské odpady a že je nasycena kyslíkem. 

## Stavba těla
Dorůstá délky 100–150 mm, někdy i více. Vranka pruhoploutvá je ryba s velkou, širokou a shora zploštělou hlavou. Ústa vranky jsou široká, prostorná, čelisti mají spousty drobných zoubků. Přední i zadní skřelová kost vybíhá v trn. Oko je velké, vysoko posazené na vystouplém čele. Nozdry vyčnívají do tvaru trubičky. Dojde-li k podrážení, výhrůžně rozevře skřele a naježí ploutve. Jako u všech vranek, i této chybí plynový měchýř, a proto její plavání připomíná spíše skoky. Na hřbetě sedí v těsné blízkosti za sebou dvojice hřebenitých ploutví. Přední ploutev je kratší a ostnitá. Zadní ploutev je delší s měkkými paprsky. Ocasní ploutev je vějířovitá, řitní dlouhá. Břišní ploutve jsou dlouhé, které dosahují až za řitní otvor. Tyto ploutve jsou zdobené pruhy, které jsou pravidelné, tmavé, příčné a skládají se z velkého počtu drobných tmavých skvrnek.
U vranky pruhoploutvé je délka břišního paprsku kratší než u vranky obecné, měří nejvýše 2/5 délky nejdelšího paprsku. Postranní čára je neúplná, často přerušovaná a téměř vždy končí před kořenem ocasní ploutve. Zbarvení těla vranky odpovídá jejímu životu u dna: je šedá nebo nazelenalá, na břišní straně našedlá nebo bílá, se světlejšími párovými ploutvemi.

## Potrava
Živí se hlavně larvami dvoukřídlého hmyzu, pošvatek, chrostíků a jepic. Občas pozře i špatně vyvinutý pstruží plůdek. Dokáže i ulovit nemocného nebo v pohybu omezeného několikacentimetrového pstruha. Pstruh a vranka žijí často spolu. Je mezi nimi vytvořená rovnováha. Často je však vranka prohlášena za škůdce pstruha. Podobně jako rak, je vranka pruhoploutvá jakousi zdravotní hlídkou, protože někdy pozře neoplozenou či zaplísněnou pstruží jikru. Tím životu ve vodě jistě prospívá.

## Rozmnožování
Vranka pruhoploutvá se tře v březnu, v dubnu a v květnu. Vyhledává si vhodné místo mezi kameny, které pak samice pečlivě očistí. Jikrnačka má asi sto dvoumilimetrových, žlutých jiker. Jikry vranky jsou poměrně velké, měří průměrně přes 2 mm. Při tření je přilepuje na spodek plochého kamene, někdy je uloží na dno do jamky v písku. Sameček mlíčák jikry bedlivě hlídá tak dlouho, dokud vykulený plůdek není odplaven vodou a nezačne samostatný život. Brání je nejen proti jiným rybám, ale dokonce i proti člověku. Mlíčák vranky přihání k jikrám ploutvemi čerstvou vodu bohatou na kyslík a zároveň odstraňuje nánosy kalu, které jsou zřetelné zejména v jarních přívalech. Plůdek se z jiker stane asi po 3 týdnech.

## Vývin
Dorůstá délky až 150 mm a maximálně se dožije věku 10 let. Průměrně se však dožije 6 let. V 1. roce dorůstá do délky 25 – 45 mm, ve 4. roce 60 – 90 mm, v 5. roce 80 – 100 mm, v 6. roce 90 – 120 mm. Pohlavně dospívá ve 2. roce svého života.

## Význam
Vyšší hospodářský význam nemá. Jako citlivý indikátor čistoty vody je důležitou složkou rybího osídlení pramenných částí toků v horské a podhorské krajině.